# Michael Francis Burbidge

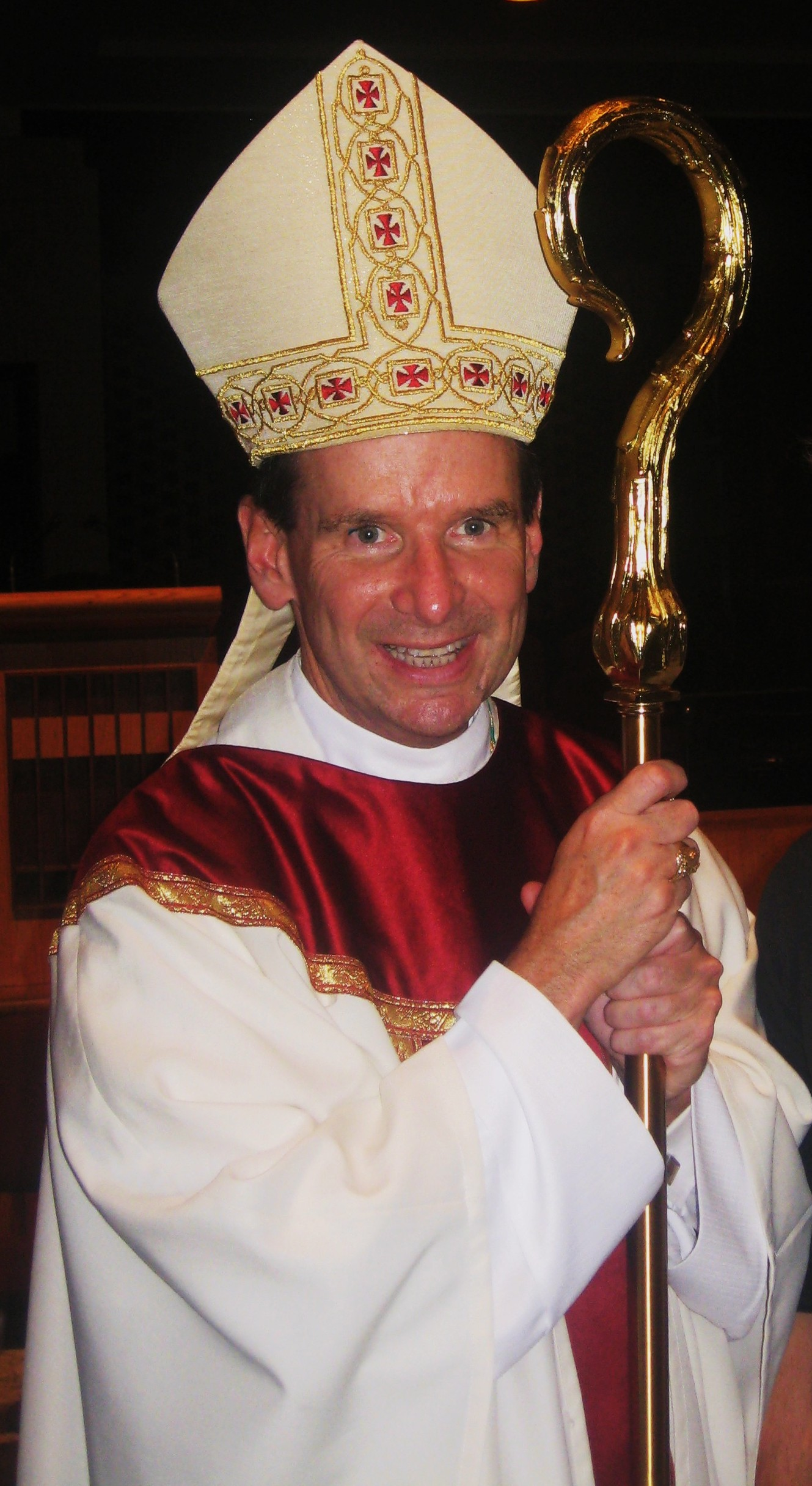

Wappen von Michael Francis Burbidge

Michael Francis Burbidge (* 16. Juni 1957 in Philadelphia, USA) ist ein US-amerikanischer Geistlicher und römisch-katholischer Bischof von Arlington.

## Leben
Michael Francis Burbidge empfing am 19. Mai 1984 durch den Erzbischof von Philadelphia, John Joseph Kardinal Krol, das Sakrament der Priesterweihe.
Am 21. Juni 2002 ernannte ihn Papst Johannes Paul II. zum Titularbischof von Cluain Iraird und bestellte ihn zum Weihbischof in Philadelphia. Der Erzbischof von Philadelphia, Anthony Joseph Kardinal Bevilacqua, spendete ihm am 5. September desselben Jahres die Bischofsweihe; Mitkonsekratoren waren der Bischof von Allentown, Edward Peter Cullen, und der Weihbischof in Philadelphia, Robert Patrick Maginnis.
Am 8. Juni 2006 ernannte ihn Papst Benedikt XVI. zum Bischof von Raleigh. Die Amtseinführung erfolgte am 4. August desselben Jahres.
Papst Franziskus ernannte ihn am 4. Oktober 2016 zum Bischof von Arlington. Die Amtseinführung fand am 6. Dezember 2016 statt.